# Ulrich Stadler
Ulrich Stadler (* 6. Juli 1939 in Stuttgart) ist ein deutscher Germanist, der hauptsächlich in der Schweiz tätig war. Er war von 1987 bis 2004 Professor an der Universität Zürich.

## Leben
Nach Schulzeit in Nürnberg und Fürth legte Stadler 1958 sein Abitur in Düsseldorf an einem Gymnasium mit naturwissenschaftlichem Schwerpunkt ab. Er studiert daraufhin während eines Semesters Metallkunde an der Technischen Hochschule Stuttgart, dann ab dem Wintersemester 1958/59 Germanistik, Geographie, Philosophie, Theaterwissenschaft und Kunstgeschichte – zunächst an der Rheinischen Friedrich-Wilhelms-Universität Bonn, ab dem Sommersemester 1959 an der Freien Universität Berlin. Er schloss sein Studium 1966 mit dem Staatsexamen für die Fächer Deutsch und Geographie ab. 1970 promovierte er mit einer bei Wilhelm Emrich eingereichten Arbeit zu Grimmelshausen in den Fächern Germanistik und Philosophie ebenfalls an der FU Berlin. Im Wintersemester 1965/66 arbeitete er als Hilfsassistent am Lehrstuhl von Peter Szondi, von 1969 bis 1974 war er Assistent von Karl Pestalozzi am Deutschen Seminar der Universität Basel. 1977 wurde er in Basel mit einer Arbeit zu Bunyan, Jung-Stilling und Novalis habilitiert. Er arbeitete von 1977 bis 1982 als Wissenschaftlicher Bibliothekar an der Universitätsbibliothek Basel und nahm in dieser Zeit Gastprofessuren an den Universitäten von Tübingen und Wien wahr. 1982 wurde Stadler auf eine ordentliche Professur an die Universität Genf berufen, die er bis 1987 innehatte. Von 1987 bis 2004 war er ordentlicher Professor für Neuere deutsche Literaturwissenschaft an der Universität Zürich. Stadler war Gründungspräsident der Ludwig-Hohl-Stiftung.
Stadler hat eine Reihe von Schülern hervorgebracht, die später selbst auf Professuren berufen wurden: Hans-Georg von Arburg (Universität Lausanne), Matthias Christen (Universität Bayreuth), Michael Gamper (FU Berlin), Sabine Haupt (Universität Freiburg/Schweiz), Peter Schnyder (Universität Neuenburg), Christine Weder (Universität Genf).
Neben literaturwissenschaftlichen Publikationen hat Stadler auch einen Gedicht- und einen Prosaband sowie ein Kinderbuch veröffentlicht.

## Forschung
Stadler begann als Barockforscher, wandte sich dann aber hauptsächlich der Romantik, dem 18. Jahrhundert und der literarischen Moderne zu. Er publizierte u. a. zu Goethe, Novalis, E.T.A. Hoffmann, Heine, Kafka, Hohl und Kluge. Ihn beschäftigt die Beziehung der Literatur zu anderen kulturellen Praktiken, insbesondere zu den Naturwissenschaften, der Philosophie, der Anthropologie und den bildenden Künsten. Ein Schwerpunkt liegt dabei auf der Geschichte der visuellen Wahrnehmung. In diesem Bereich forschte er unter anderem zur Auseinandersetzung mit den optischen Instrumenten Mikroskop und Fernrohr in der Literatur, zum Voyeurismus und zur Physiognomik.

## Veröffentlichungen (Auswahl)

### Monographien
- Der einsame Ort. Studien zur Weltabkehr im heroischen Roman. Francke, Bern 1971.
- Die theuren Dinge. Studien zu Bunyan, Jung-Stilling und Novalis. Francke, Bern 1980.
- (mit Brigitte Feldges): E.T.A. Hoffmann. Ein Arbeitsbuch für den literaturgeschichtlichen Unterricht mit je einem Beitrag von Ernst Lichtenhahn und Wolfgang Nehring. C. H. Beck, München 1986.
- Der technisierte Blick. Optische Instrumente und der Status von Literatur. Ein kulturhistorisches Museum. Königshausen & Neumann, Würzburg 2003.
- (mit Magnus Wieland): Gesammelte Welten. Von Virtuosen und Zettelpoeten. Königshausen & Neumann, Würzburg 2014.
- Kafkas Poetik. Edition Voldemeer, Zürich 2019.
- Der ewige Verschwinder. Eine Kulturgeschichte des Flohs. Schwabe, Basel 2024.

### Edition
- Bertolt Brecht: Der Jasager und der Neinsager. Vorlagen, Fassungen, Materialien. Herausgegeben von Peter Szondi unter Mitarbeit von Ulrich Stadler. Suhrkamp, Frankfurt am Main 1966 (= edition suhrkamp 171).
- Ludwig Hohl: Aus der Tiefsee. Paris 1926. Herausgegeben, mit einem Nachwort und einer editorischen Notiz versehen von Ulrich Stadler, Suhrkamp, Frankfurt am Main 2004.

### Herausgeberschaft
- (mit Wolfram Groddeck): Physiognomie und Pathognomie. Zur literarischen Darstellung von Individualität. De Gruyter, Berlin 1994.
- (mit Paul Hugger): Gewalt. Kulturelle Formen in Geschichte und Gegenwart. Zürich 1995.
- Zwiesprache. Beiträge zur Theorie und Geschichte des Übersetzens. Festschrift für Bernhard Böschenstein. Stuttgart 1996.
- (mit Hans-Georg von Arburg und Michael Gamper): »Wunderliche Figuren«. Über die Lesbarkeit von Chiffrenschriften. Wilhelm Fink, München 2001.
- (mit Karl Pestalozzi): Im Lichte Lavaters. Lektüren zum 200. Todestag. Zürich 2003.
- (mit Marek Halub und Dariusz Komorowski): Die Schweiz ist nicht die Schweiz. Studien zur kulturellen Identität einer Nation. Wrocław 2004.
- (mit Karl Wagner): Schaulust. Heimliche und verpönte Blicke in Literatur und Kunst. Wilhelm Fink, München 2005.
- (mit Hans-Georg von Arburg, Dominik Müller, Hans-Jürgen Schrader): Virtuosität. Kult und Krise der Artistik in Literatur und Kunst der Moderne. Wallstein, Göttingen 2006.
- (mit Sabine Haupt): Das Unsichtbare sehen. Bildzauber, optische Medien und Literatur. Edition Voldemeer, Zürich 2006.
- (mit Peter Kofler): Lesen. Schreiben. Edieren. Über den Umgang mit Literatur. Festschrift für Elmar Locher aus Anlass seines 65. Geburtstages am 14. Februar 2016. Stroemfeld, Basel 2016.

### Kinderbuch
- Der Kinderkönig: Eine Einladung ins Bilderbuch. Illustrationen von Ursina Stratenwerth, Gedichte von Ulrich Stadler. Wolfbach, Zürich 2009.